# Пісочне Канаково
Пісочне Кана́ково (рос. Песочное Канаково, ерз. Шувар веле) — присілок у складі Темниковського району Мордовії, Росія. Входить до складу Бабеєвського сільського поселення.
Населення — 340 осіб (2010; 346 у 2002).
Національний склад (станом на 2002 рік):
- мокшани — 87 %